# Circolo Nautico Posillipo 1982
Questa voce raccoglie le informazioni riguardanti il Circolo Nautico Posillipo nelle competizioni ufficiali della stagione 1982.

## Sponsor
Lo sponsor stagionale è Parmacotto.

## Stagione
Nella stagione 1982 il Posillipo partecipa al suo quarto campionato in massima serie, classificandosi all'8º posto.

## Rosa
| N° |                   | Ruolo | Giocatore           |
| -- | ----------------- | ----- | ------------------- |
|    | Italia (bandiera) | P     | Giampaolo De Medici |
|    | Italia (bandiera) |       | Massimo Santoro     |
|    | Italia (bandiera) |       | Stefano Postiglione |
|    | Italia (bandiera) |       | Vittorio Marsili    |
|    | Italia (bandiera) |       | Gennaro Fiorillo    |
|    | Italia (bandiera) |       | Michele Baviera     |
|    | Italia (bandiera) |       | Recano              |
|    | Italia (bandiera) |       | Mario Fiorillo      |

| N° |                   | Ruolo | Giocatore             |
| -- | ----------------- | ----- | --------------------- |
|    | Italia (bandiera) |       | Massimo Fiorentino    |
|    | Italia (bandiera) |       | Claudio Palumbo       |
|    | Italia (bandiera) |       | Marco Postiglione     |
|    | Italia (bandiera) |       | Franco Porzio         |
|    | Italia (bandiera) |       | Riccardo Scognamiglio |
|    | Italia (bandiera) |       | Fulvio Cavotti        |
|    | Italia (bandiera) |       | Antonello Postiglione |
|    | Italia (bandiera) |       | R. Esposito           |